# بوم خسوس (ریو گراند دو سول)
بوم خسوس (به پرتغالی: Bom Jesus) یک منطقهٔ مسکونی در برزیل است که در ریو گرانده جنوبی واقع شده‌است. بوم خسوس ۲٬۶۲۵٫۶۸۱ کیلومتر مربع مساحت و ۱۱٬۳۰۹ نفر جمعیت دارد و ۱٬۰۴۶ متر بالاتر از سطح دریا واقع شده‌است.